# Degradação de Dumas
Degradação de Dumas é uma reação química orgânica na qual dimunui-se o tamanho de uma cadeia de carbono por meio da reação de um sal de sódio de um ácido carboxílico com o hidróxido de sódio, resultando num correspondente alcano. É realizada juntamente com o acréscimo de óxido de cálcio (CaO) para diminuir a reatividade do NaOH e prevenir que o recipiente de reação, muitas vezes de vidro, seja corroído. O CaO funciona também como um indicador da reação. Aqui, apresentamos a reação de degradação do acetato de sódio a metano, destacando a parte da cadeia que permanece intacta.
CH3COONa + NaOH → CH4 + Na2CO3